# ميك ليهي (ملاكم)
ميك ليهي (بالإنجليزية: Mick Leahy)‏ مواليد 12 مارس 1935 في كورك، جزيرة أيرلندا - الوفاة 05 يناير 2010 في كوفنتري، كان ملاكم محترف بريطاني صنّف ضمن فئة الوزن المتوسط بدأ مسيرته الاحترافية سنة 1956.

## إحصائيات
خاض خلال مسيرته 72 نزالا، فاز في 51 وتعادل في 10 وخسر في 11. فاز بالضربة القاضية في 16 نزالا.

## روابط خارجية
- ميك ليهي على موقع بوكس ريك (الإنجليزية) (registration required)